# Carea fuscosa
Carea fuscosa är en fjärilsart som beskrevs av Louis Beethoven Prout 1928. Carea fuscosa ingår i släktet Carea och familjen trågspinnare. Inga underarter finns listade i Catalogue of Life.